# Naturschutzgebiet Kattenkopp
Das Naturschutzgebiet Kattenkopp mit einer Größe von 16,34 ha liegt nördlich von Oberschledorn im Stadtgebiet von Medebach. Es wurde 2003 mit dem Landschaftsplan Medebach durch den Hochsauerlandkreis als Naturschutzgebiet (NSG) ausgewiesen. Das NSG ist Teil des Europäischen Vogelschutzgebiets Medebacher Bucht. Es beginnt am Dorfrand von Oberschledorn.

## Gebietsbeschreibung
Im NSG handelt es sich um ein Grünlandtal. Im Talgrund finden sich auch Bereiche mit Feuchtgrünland. Im NSG brüten Heckenbrüter wie Neuntöter.
Das Biotopkataster Nordrhein-Westfalen vom Landesamt für Natur, Umwelt und Verbraucherschutz Nordrhein-Westfalen dokumentiert zum Wert: „Das NSG ist nicht zuletzt wegen seiner Neuntöterdichte ein wertvoller Verbundbaustein im Vogelschutzgebiet der Medebacher Bucht. Durch eine Extensivierung der Grünlandnutzung sowie eine Anreicherung des zumeist offenen Grünlandkomplexes mit dornstrauchreichen Hecken und Gebüschen ließen sich die Lebensraumqualitäten des Gebietes noch erhöhen.“

## Pflanzenarten im NSG
Im NSG kommen gefährdete Pflanzenarten vor. Auswahl vom Landesamt für Natur, Umwelt und Verbraucherschutz Nordrhein-Westfalen dokumentierter Pflanzenarten im Gebiet: Acker-Hornkraut, Aufrechter Igelkolben, Bachbunge, Besenheide, Blutwurz, Breitblättriger Rohrkolben, Brennender Hahnenfuß, Dreizahn, Echtes Johanniskraut, Echtes Labkraut, Echtes Mädesüß, Frühlings-Fingerkraut, Frühlings-Hungerblümchen, Gänseblümchen, Gamander-Ehrenpreis, Gewöhnliche Vogelmiere, Gewöhnlicher Blutweiderich, Gewöhnliches Ferkelkraut, Gras-Sternmiere, Großer Wiesenknopf, Herbstzeitlose, Hunds-Veilchen, Kleine Bibernelle, Kleine Wasserlinse, Kleines Habichtskraut, Knolliger Hahnenfuß, Kriechender Günsel, Kriechender Hahnenfuß, Kuckucks-Lichtnelke, Körner-Steinbrech, Magerwiesen-Margerite, Pastinak, Quellen-Hornkraut, Quell-Sternmiere, Scharfer Hahnenfuß, Schlangen-Knöterich, Schwimmendes Laichkraut, Spitz-Wegerich, Spitzlappiger Frauenmantel, Sumpf-Dotterblume, Sumpf-Labkraut, Sumpf-Schachtelhalm, Sumpf-Vergissmeinnicht, Sumpf-Wasserstern, Teich-Schachtelhalm, Vogel-Wicke, Wald-Engelwurz, Wiesen-Bärenklau, Wiesen-Flockenblume, Wiesen-Kümmel, Wiesen-Schaumkraut und Zaun-Wicke.

## Schutzzweck
Das NSG soll das Tal mit seinem Grünland und seinem Arteninventar schützen. Wie bei allen Naturschutzgebieten in Deutschland wurde in der Schutzausweisung darauf hingewiesen, dass das Gebiet „wegen der Seltenheit, besonderen Eigenart und Schönheit des Gebietes“ zum Naturschutzgebiet erklärt wurde.